# Anochetus boltoni
Anochetus boltoni es una especie de hormiga carnívora del género Anochetus, categorizada en la tribu Ponerini, de la subfamilia Ponerinae. Fue descrita por Fisher en 2008.

## Distribución
Se distribuye por África: Madagascar.

## Hábitat
Habita en la selva tropical, sobre troncos podridos y la hojarasca. Se ha encontrado a elevaciones de 240 hasta 780 m s. n. m.